# Komisariat do Spraw Polskich
Komisariat do Spraw Polskich (Komisariat Polski, Polkom ros. Комиссариат по польским национальным делам) – urząd sowiecki działający w latach 1917-1920 będący pierwszym z wydzielonych komisariatów narodowych Komisariatu Ludowego do Spraw Narodowości (obok komisariatów białoruskiego, żydowskiego, muzułmańskiego i ormiańskiego). 

## Historia
Rada Komisarzy Ludowych powołała Komisariat do Spraw Polskich w dniu 28 listopada 1917. Miał on sprawować opiekę nad polskimi uchodźcami, jeńcami oraz żołnierzami. Do jego zadań należała również organizacja szkolnictwa polskiego i opieka nad zabytkami kultury polskiej, rewindykacja dzieł sztuki oraz formowanie polskich rewolucyjnych oddziałów zbrojnych. Przy Komisariacie powołano także Radę Organizacji Rewolucyjno-Demokratycznych złożoną z obecnych w Rosji przedstawicieli SDKPiL, PPS-Lewicy (potem KPRP) a także PPS-Frakcji Rewolucyjnej i polskich organizacji robotniczych w Rosji rewolucyjnej. Rada zaprojektowana została jako organ doradczy Komisariatu Polskiego. Jej platforma polityczna opierała się na następujących pryncypiach: 
- uznanie aktualnego rządu Komisarzy Ludowych;
- uznanie rewolucji rosyjskiej za początek rewolucji międzynarodowej;
- uznanie, że wyzwolenie narodowe i społeczne Polski może być urzeczywistnione na drodze walki rewolucyjnej proletariatu polskiego o socjalizm.

Na czele Komisariatu do Spraw Polskich stał komisarz którego funkcję pełnił Julian Leszczyński-Leński. Jego zastępcami byli Kazimierz Cichowski oraz Stanisław Bobiński. Kierownikiem Wydziału Wojskowego był Roman Łągwa. Od grudnia 1917 do lipca 1918 kierownikiem Wydziału Prasy był Wacław Miller. Pismem były „Wiadomości Komisariatu”.
Komisarz do spraw Polskich podlegał Komisarzowi do spraw Narodowości którym był Józef Stalin. W szeregu większych miast znajdujących się pod kontrolą bolszewicką powołano lokalne komisariaty polskie. Kierowane były przez komisarzy kontrolowanych przez rady nadzorcze. Z czasem rola rad została ograniczona do funkcji opiniodawczych. Komisarzem do spraw polskich w Kijowie był Bolesław Iwiński.
23 grudnia 1917 Rada Komisarzy Ludowych wydała dekret podporządkowujący Komisariatowi Polskiemu Komisję Likwidacyjna do spraw Królestwa Polskiego. Dekret znosił stanowisko prezesa Komisji Likwidacyjnej do spraw Królestwa Polskiego (zajmowane do tego momentu przez Aleksandra Lednickiego), a sprawę reorganizacji Komisji powierzał Julianowi Leszczyńskiemu. Mimo oporów dawnych pracowników Komisji 21 stycznia (2 lutego) 1918 akta Komisji zostały przejęte przez Komisariat do Spraw Polskich. Komisariat zmierzał także do podporządkowania sobie wszystkich polskich organizacji opiekuńczych działających na terenie Rosji. Dekret z dnia 26 stycznia 1918 podporządkowywał Komisariatowi także funkcjonujące jeszcze instytucje ewakuowane z terenów Królestwa Polskiego w 1915 oraz polecał przekazanie Komisariatowi ich archiwów.

## Siedziba
Siedziba Komisariatu znajdowała się początkowo w Petersburgu a następnie w Moskwie w pałacyku М. А. Тarasowa z 1910 (proj. К. А. Grejnert, М. F. Gejsler) przy ul. Małyj Rżewskij Pierieułok 4 (Малый Ржевский переулок) w którym obecnie mieści się ambasada Pakistanu.